# Kolcoszniczka miękkowłosa
Kolcoszniczka miękkowłosa (Typhlomys cinereus) – gatunek ssaka z rodziny kolcosznicowatych (Platacanthomyidae).

## Zasięg występowania
Kolcoszniczka miękkowłosa występuje endemicznie w południowej i południowo-wschodniej Chińskiej Republice Ludowej zamieszkując w zależności od podgatunku:
- T. cinereus cinereus – południowo-wschodnia Chińska Republika Ludowa (Anhui, Zhejiang, Jiangxi i Fujian).
- T. cinereus guangxiensis – południowa Chińska Republika Ludowa (Kuangsi).

## Taksonomia
Gatunek po raz pierwszy zgodnie z zasadami nazewnictwa binominalnego opisał w 1877 roku francuski zoolog Alphonse Milne-Edwards nadając mu nazwę Typhlomys cinereus. Holotyp pochodził z zachodniej części Fujian, w Chińskiej Republice Ludowej. 
T. cinereus dawniej uważany był za jeden gatunek z T. chapensis i T. daloushanensis. Autorzy Illustrated Checklist of the Mammals of the World rozpoznają dwa podgatunki.

### Etymologia
- Typhlomys: gr. τυφλος tuphlos „ślepy”; μυς mus, μυος muos „mysz”[8].
- cinereus: łac. cinereus „popielatoszary, koloru popiołu”, od cinis, cineris „proch”[9].
- guangxiensis: Region Autonomiczny Kuangsi-Czuang, Chińska Republika Ludowa[9].

## Morfologia
Długość ciała (bez ogona) 71–76 mm, długość ogona 96–102 mm; masa ciała 15–32 g. 

## Ekologia
Kolcoszniczka miękkowłosa spotykana jest na terenach położonych na wysokości 360-2000 metrów n.p.m.. Zamieszkuje w górskich lasach. Schwytane okazy zostały znalezione w lasach bambusowych. Żyje w norach. Żywi się liśćmi, łodygami lokalnych roślin, owocami i nasionami.